# District du Woroba
 (février 2025).
 (juin 2021).
Si vous disposez d'ouvrages ou d'articles de référence ou si vous connaissez des sites web de qualité traitant du thème abordé ici, merci de compléter l'article en donnant les références utiles à sa vérifiabilité et en les liant à la section « Notes et références ».
Le Woroba est un district de Côte d'Ivoire, qui a pour chef-lieu la ville de Séguéla. Il est majoritairement habité par les peuples Koyaka, Mahouka et Koro.
Ce district, situé au nord-ouest de la Côte d'Ivoire, est le cinquième plus grand district du pays. Il est entouré par les districts des Savanes, du Denguélé, des Montagnes, du Sassandra-Marahoué, de la Vallée du Bandama et de la Guinée. Il a une superficie de 31 088 km2 pour une population estimée en 2021 à 1 184 813 habitants. Son ministre-gouverneur actuel est Moussa Dosso.
Le district est divisé entre les régions du Bafing, du Worodougou et du Béré. 
Le district du Woroba est particulièrement connu pour abriter les plus importants gisements de diamants du pays.